# Liste der Nummer-eins-Hits in Spanien (1968)
Dies ist eine Liste der Nummer-eins-Hits in Spanien im Jahr 1968. Sie basiert auf den offiziellen Chartlisten der Asociación Fonográfica y Videográfica de España (AFYVE, heute Promusicae), der spanischen Landesgruppe der IFPI.

| | Liste der Nummer-eins-Hits in Spanien | Liste der Nummer-eins-Hits in Spanien | Liste der Nummer-eins-Hits in Spanien                                                               | 1969 →                    |
| \| Zeitraum \| Wo. ges. \| Interpret \| Titel Autor(en) \| Zusätzliche Informationen \| \| (Zeitraum, Wochen auf Platz eins, Interpret, Titel, Autor[en], zusätzliche Informationen) \| \| \| \| \| \| ----------------------------------------------------------------------------------------- \| -------- \| ------------- \| --------------------------------------------------------------------------------------------------- \| ------------------------- \| \| 1. Januar 1968 – 18. Februar 1968 7 Wochen (insgesamt 9) \| 9 \| Pic-Nic \| Cállate Niña \| – \| \| 19. Februar 1968 – 25. Februar 1968 1 Woche \| 1 \| The Beatles \| Hello, Goodbye Lennon/McCartney \| – \| \| 26. Februar 1968 – 10. März 1968 2 Wochen (insgesamt 9) \| 9 \| Pic-Nic \| Cállate Niña \| – \| \| 11. März 1968 – 17. März 1968 1 Woche \| 1 \| Miriam Makeba \| Pata Pata Miriam Makeba, Jerry Ragovoy \| – \| \| 18. März 1968 – 24. März 1968 1 Woche \| 1 \| Bar-Kays \| Soul Finger Jimmy King, Phalon Jones, Carl Cunningham, Ben Cauley, Ronnie Caldwell, James Alexander \| – \| \| 25. März 1968 – 21. April 1968 4 Wochen \| 4 \| Tom Jones \| I’m Coming Home \| – \| \| 22. April 1968 – 12. Mai 1968 3 Wochen \| 3 \| Massiel \| La, la, la Manuel de la Calva, Ramón Arcusa \| – \| \| 13. Mai 1968 – 9. Juni 1968 4 Wochen \| 4 \| Cliff Richard \| Congratulations Bill Martin, Phil Coulter \| – \| \| 10. Juni 1968 – 29. September 1968 16 Wochen \| 16 \| Tom Jones \| Delilah Les Reed, Barry Mason \| – \| \| 30. Oktober 1968 – 3. November 1968 1 Woche \| 1 \| Los Canarios \| Get On Your Knees \| – \| \| 4. November 1968 – 17. November 1968 2 Wochen \| 2 \| Pop Tops \| Oh Lord, Why Lord \| – \| \| 18. November 1968 – 8. Dezember 1968 3 Wochen \| 3 \| The Beatles \| Hey Jude Lennon/McCartney \| – \| \| 9. Dezember 1968 – 19. Januar 1969 6 Wochen \| 6 \| Mary Hopkin \| Those Were The Days Boris Fomin, Gene Raskin \| – \| |                                       |                                       | |                           |
| |                                       |                                       | | → 1969 →                  |
| Zeitraum | Wo. ges.                              | Interpret                             | Titel Autor(en)                                                                                     | Zusätzliche Informationen |
| (Zeitraum, Wochen auf Platz eins, Interpret, Titel, Autor[en], zusätzliche Informationen) |                                       |                                       | |                           |
| 1. Januar 1968 – 18. Februar 1968 7 Wochen (insgesamt 9) | 9                                     | Pic-Nic                               | Cállate Niña                                                                                        | –                         |
| 19. Februar 1968 – 25. Februar 1968 1 Woche | 1                                     | The Beatles                           | Hello, Goodbye Lennon/McCartney                                                                     | –                         |
| 26. Februar 1968 – 10. März 1968 2 Wochen (insgesamt 9) | 9                                     | Pic-Nic                               | Cállate Niña                                                                                        | –                         |
| 11. März 1968 – 17. März 1968 1 Woche | 1                                     | Miriam Makeba                         | Pata Pata Miriam Makeba, Jerry Ragovoy                                                              | –                         |
| 18. März 1968 – 24. März 1968 1 Woche | 1                                     | Bar-Kays                              | Soul Finger Jimmy King, Phalon Jones, Carl Cunningham, Ben Cauley, Ronnie Caldwell, James Alexander | –                         |
| 25. März 1968 – 21. April 1968 4 Wochen | 4                                     | Tom Jones                             | I’m Coming Home                                                                                     | –                         |
| 22. April 1968 – 12. Mai 1968 3 Wochen | 3                                     | Massiel                               | La, la, la Manuel de la Calva, Ramón Arcusa                                                         | –                         |
| 13. Mai 1968 – 9. Juni 1968 4 Wochen | 4                                     | Cliff Richard                         | Congratulations Bill Martin, Phil Coulter                                                           | –                         |
| 10. Juni 1968 – 29. September 1968 16 Wochen | 16                                    | Tom Jones                             | Delilah Les Reed, Barry Mason                                                                       | –                         |
| 30. Oktober 1968 – 3. November 1968 1 Woche | 1                                     | Los Canarios                          | Get On Your Knees                                                                                   | –                         |
| 4. November 1968 – 17. November 1968 2 Wochen | 2                                     | Pop Tops                              | Oh Lord, Why Lord                                                                                   | –                         |
| 18. November 1968 – 8. Dezember 1968 3 Wochen | 3                                     | The Beatles                           | Hey Jude Lennon/McCartney                                                                           | –                         |
| 9. Dezember 1968 – 19. Januar 1969 6 Wochen | 6                                     | Mary Hopkin                           | Those Were The Days Boris Fomin, Gene Raskin                                                        | –                         |